# USS Zeilin (APA-3)
USS Zeilin (APA-3) – amerykański transportowiec desantowy z okresu II wojny światowej, przez żołnierzy zwany „The Mighty Z” (ang. Potężny Z). Patronem okrętu był generał Jacob Zeilin.
Zwodowany jako jednostka projektu Emergency Fleet Corporation Design 1029 dla United States Shipping Board w stoczni Newport News Shipbuilding and Drydock Company pod nazwą „Silver State”. Operował na liniach komercyjnych USSB. Przemianowany na „President Jackson”. Pod koniec lat 30. odstawiony.
Nabyty przez US Navy w lipcu 1940 roku. Zaklasyfikowany jako transportowiec z oznaczeniem AP-9. 3 stycznia 1942 roku okręt wszedł do służby jako USS „Zeilin”. 26 listopada 1942 roku przeklasyfikowany na transportowiec desantowy typu Harris z oznaczeniem APA-3. Wycofany ze służby 19 kwietnia 1946 roku. Dostarczony do stoczni złomowej 4 maja 1948 roku.
Walczył o Aleuty, Guadalcanal, Wyspy Salomona, Mariany, Filipiny i Iwo Jimę. Ośmiokrotnie uhonorowany battle star.